# Mara Caseiro
Mara Elisa Navacchi Caseiro, mais conhecida como Mara Caseiro (Umuarama, 28 de setembro de 1964), é uma dentista e política brasileira, deputada estadual de Mato Grosso do Sul pelo PSDB. É a única deputada mulher da Assembleia Legislativa de Mato Grosso do Sul.

## Biografia
Mara Caseiro nasceu em 28 de setembro de 1964, na cidade de Umuarama (PR), filha dos agricultores José Navacchi e Carmem Rodrigues Navacchi.
É formada em Odontologia pela Unoeste (Universidade do Oeste Paulista de Presidente Prudente) desde 1986. Atuou como cirurgiã dentista em Itaquiraí e Eldorado, onde foi chefe da equipe do Centro de Saúde. Neste cargo, implementou campanhas importantes como a busca pelo tratamento da Tuberculose e da Hanseníase e a vacinação em locais de difícil acesso.
Participou ativamente dos conselhos municipais de saúde, importante instrumento da participação popular na gestão pública. Na mesma época, contribuiu para a conscientização do relevante trabalho do cirurgião-dentista e da importância da dentição como um órgão funcional e esteticamente fundamental para promover a autoestima e o equilíbrio fisiológico do corpo humano. 

## Vida Política
Ingressou na política em 1992 como candidata a vice-prefeita e foi eleita em 1996 a vereadora mais votada na história de Eldorado. Foi a primeira mulher a assumir a presidência da Câmara Municipal e, em 2000, tornou-se a primeira mulher eleita para a Prefeitura de Eldorado. Em 2004, foi reeleita para o cargo, totalizando oito anos de administração municipal. Neste período, os moradores de Eldorado alcançaram uma nova realidade de vida. O asfalto atingiu 85% da cidade, sete postos de saúde foram deixados em pleno funcionamento e cinco ambulâncias foram adquiridas.
A gestão de Mara conquistou a instalação da usina Rio Paraná, gerando mais de 300 empregos e a reabertura do frigorífico que produziu cerca de 600 empregos. A implantação de programas sociais também trouxe a redução da desigualdade social para Eldorado, assim como a construção de 320 casas populares, um marco da habitação que beneficiou centenas de famílias. A administração municipal de Mara Caseiro chegou ao fim dos dois mandatos com 92% de aprovação e mais de R$ 2 milhões empenhados para investimentos nas mais diversas áreas.
Em 2010, Mara Caseiro foi eleita deputada estadual, sendo reeleita para o segundo mandato em 2014. Com parlamentar, apresentou projetos importantes para a população, que se tornaram leis, como a destinação de 5% das vagas em obras públicas para as mulheres, a campanha de conscientização dos prejuízos do uso do crack pelas gestantes, a prioridade de matrícula nas escolas da rede pública para os filhos de mulheres vítimas de violência doméstica e a punição a quem constranger mães que estiverem amamentando em ambientes públicos. 
Mais de 50 municípios de Mato Grosso do Sul, sobretudo do Conesul e Sul-Fronteira, foram beneficiados com indicações de Mara Caseiro. Uma das principais vitórias de seu mandato foi o recapeamento da MS-295, em toda a extensão da Guairaporã, via essencial de escoamento da produção agrícola e pecuária do estado. Outra conquista importante foi a pavimentação da MS-180.

## Defesa dos Direitos das Mulheres
Mara Caseiro trabalhou ativamente em defesa dos direitos das mulheres. Foi a primeira parlamentar a trazer o debate por meio de audiência pública da importância da aplicação da Lei Maria da Penha. Também atuou contra a violência doméstica e em ações de conscientização à saúde da mulher como, por exemplo, a implantação da campanha Outubro Rosa em Mato Grosso do Sul. Integrou diversas CPI's como a da Telefonia, Saúde, Enersul e Cimi. 
A Deputada é autora da Lei nº 5.703, que institui no Estado de Mato Grosso do Sul a campanha “Sinal Vermelho” como mecanismo de combate e prevenção à violência doméstica e familiar prevista na Lei nº 11.340, de 7 de agosto de 2006.

## Atribuições
Também foi presidente da comissão permanente de Saúde e participou das comissões de Educação, Assuntos Agrários, Execução Orçamentária, Turismo, Indústria e Comércio. 
Em 2018, recebeu 23.813 mil votos, ocupando o 13º lugar entre as 24 cadeiras legislativas. No entanto, devido ao sistema proporcional de voto, ficou com a primeira suplência da coligação do PSDB, PROS e DEM.
Em fevereiro de 2019, a convite do governador Reinaldo Azambuja, Mara Caseiro assumiu o cargo de diretora-presidente da FCMS (Fundação de Cultura de Mato Grosso do Sul). Neste período, conseguiu implementar diversas ações como o Arraial da Concha, a abertura do edital do FIC (Fundo de Investimentos Culturais) e a volta do Conselho Estadual de Políticas Culturais, que estava inexistente há quatro anos. 
No Estado, Mara Caseiro também exerce a função de presidente do Conselho Estadual de Políticas Culturais e do Conselho Estadual dos Direitos da Mulher. Além disso, ela preside o PSDB Mulher de Mato Grosso do Sul.
Em novembro de 2020, Mara Caseiro assumiu o cargo de deputada estadual após o falecimento do deputado estadual Onevan de Matos. Com isso, ela tomou posse do terceiro mandato, tornando-se a única representante feminina entre os 24 parlamentares da Assembleia Legislativa de Mato Grosso do Sul.

## Assembléia Legislativa de Mato Grosso do Sul
Três meses depois, no início da 11ª legislatura, Mara Caseiro assumiu a liderança do Governo do Estado na Casa de Leis. Esta foi a primeira vez que uma mulher exerce a função de líder do governo de MS.
Nestes 7 meses de mandato, 136 indicações propondo a destinação de recursos do orçamento estadual para os municípios, seis projetos de leis, realização de debates e reuniões com lideranças políticas de diversos municípios do Estado. 
Dos seis projetos de lei, dois foram sancionados: a Lei nº 5.703, que institui em Mato Grosso do Sul a campanha “Sinal Vermelho” como mecanismo de combate e prevenção à violência doméstica e familiar prevista na Lei nº 11.340, de 7 de agosto de 2006 e a Lei 5.699/2021 que tem o objetivo de conscientizar, prevenir e combater atitudes abusivas, constrangimentos, intimidações e humilhações que afetem a dignidade da mulher e que violem sua liberdade sexual no ambiente laboral.